# 滑面小胞体
滑面小胞体（かつめんしょうほうたい、英: smooth-surfaced endoplasmic reticulum, sER）は、リボソームが付着していない小胞体の総称。通常細管状の網目構造をとる。粗面小胞体とゴルジ複合体シス網との移行領域、粗面小胞体との連続部位に存在する。トリグリセリド、コレステロール、ステロイドホルモンなど脂質成分の合成やCa2+の貯蔵などを行う。ステロイド産生細胞、肝細胞、骨格筋や心筋、胃底腺壁細胞、精巣上体の上皮細胞で多く存在する。